# تحرير الجامعات في الأرجنتين

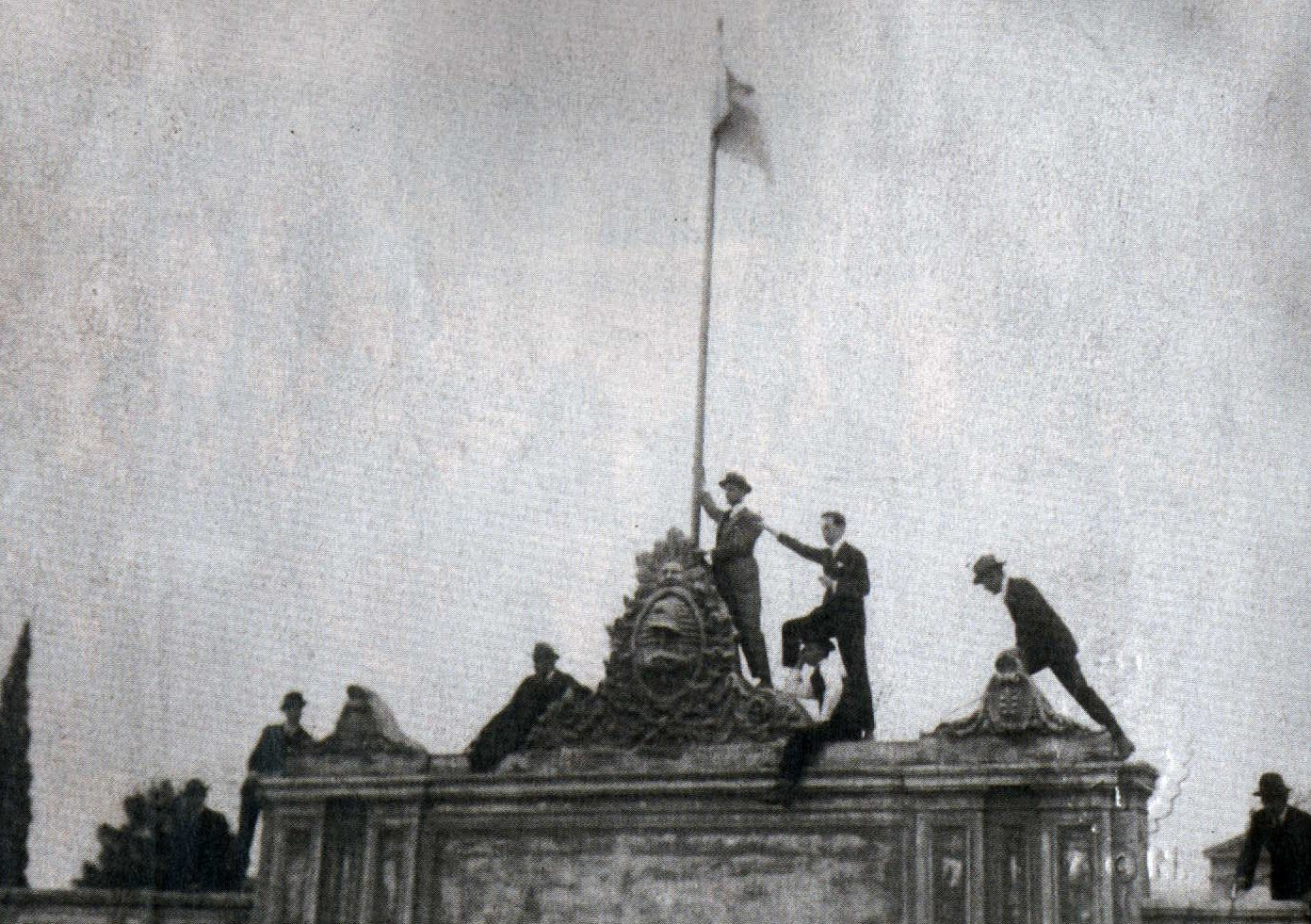
طلاب يرفعون علم الارجنتين في جامعة قرطبة.

إصلاح الجامعة الأرجنتينية في عام 1918 كان التحديث العام للجامعات، يميل الاتجاه نحو الديمقراطية، الذي نتج عن النشاط الطلابي أثناء رئاسة هيبوليتو يريغوين أول حكومة ديمقراطية. بدأت الأحداث في قرطبة وامتدت إلى بقية الأرجنتين، ثم في العديد من أمريكا اللاتينية. نص الإصلاح على منح الجامعات الحرية في تحديد مناهجها وإدارة ميزانيتها الخاصة دون تدخل من الحكومة المركزية. كان لهذا تأثير كبير على الحياة الأكاديمية في الجامعات من خلال عملية التأميم التي تفتخر بالحرية الأكاديمية والاستقلالية طوال الحياة الجامعية.

## خلفية
بحلول نهاية القرن التاسع عشر حدثت العديد من التغييرات في الأرجنتين مع وصول المهاجرين الأوروبيين في حركات كبيرة وظهرت معهم أفكار جديدة عارضت التيار المحافظ القديم الأوليغارشي وانشاء قانون سانز بينيا لعام 1912 للتصويت السري هيبوليتو يريغوين الأقل وهو الاقل في التحفظ إلى الرئاسة في عام 1916
في عام 1918 طالب طلاب جامعة قرطبة الوطنية، التي كانت الأكثر تحفظًا في الأرجنتين في ذلك الوقت، بمراجعة الأنظمة الأساسية للجامعة لتطويرها وانتشار الديمقراطية بها وقد نجحوا في إنشاء مراكز للطلاب ولكن لم يتم الاهتمام بها في المتطلبات.

## المتطلبات
- استقلالية الجامعة: حق الجامعة في اختيار حكومتها وأساتذتها ودراساتها دون تدخل الحكومة أو أي هيئة أخرى.[1]
- الحكومة المشتركة: تساوي جميع الأطراف في الجامعة (طلاب وأساتذة وطلاب خريجون) في المشاركة في انتخاب المذكور أعلاه.[1]
- التحديث العلمي: مراجعة محتويات المناهج لتضمين المعرفة العلمية الحديثة للمادة الدراسية. بدون رسوم دراسية: حق كل طالب في الحصول على تعليم جامعي.
- التعليم العلماني: برامج ومناهج تعليمية خالية من العقيدة الكاثوليكية.

## سمات
يمكن تلخيص أهم سمات الإصلاح الموصوفة في بيان ليمينار على النحو التالي:
1. إضفاء الطابع المؤسسي على مشاركة الطلاب في المجالس الجامعية، والانضمام إلى الأساتذة والخريجين في نظام ثلاثي الأحزاب يُعرف بالحكم المشترك.
2. الربط بين السياسة الطلابية والسياسة الوطنية لتعبئة الجامعة لحل المشاكل الاقتصادية والاجتماعية والسياسية.
3. التأكيد على الإرشاد الجامعي، وخاصة الدورات التدريبية للعمال التي من شأنها تؤدي إلى تطوير الروابط الأخوية مع البروليتاريا.
4. التعليم الخالي من الرسوم الدراسية والقبول المفتوح لجميع المتقدمين المؤهلين أكاديميًا، من أجل استبدال جامعة النخبوية والعتيقة في القرن التاسع عشر بجامعة ديمقراطية وحديثة وشاملة.
5. الدفاع عن الاستقلال التابع للدوله فيما يتعلق بالدولة
6. إضفاء الطابع المؤسسي على آليات حماية الحرية الأكاديمية، بما في ذلك تنفيذ حرية التدريس لضمان التعددية الأكاديمية وكسر احتكار التدريس الذي يتمتع به كبار الأساتذة. ترويج الأفكار الجديدة، وطرق التدريس المبتكرة، والتغييرات في أنظمة الامتحانات، والحضور الاختياري للفصول الدراسية، والبحث الأصلي، ورفض الدوغماتية، وكل ذلك يؤدي إلى استبدال علم اللاهوت بالتخصصات الوضعية.
7. اختيار أعضاء هيئة التدريس من خلال امتحانات مفتوحة وتنافسية لمواجهة المحسوبية وأيضا ترقية الأساتذة على أساس الجدارة والإنجاز بدلاً من الأقدمية.
8. توسيع وتنويع التدريب المهني من خلال إنشاء مدارس مهنية جديدة.
9. فهم الحياة الجامعية على أنها تجربة مجتمعية حقيقية، وبالتالي تشجيع تنمية مجموعة من الأساتذة المتفرغين والطلاب المتفرغين

## نزاع
بدأ الصراع مع مشكلة الجانبية، وإلغاء الأسرة المرضى في مستشفى دي كلينيكاس جامعة المستشفى في وقت متأخر 1917. اقتحم الطلاب مباني الكليات لذلك لا يمكن إعادة مواصلة الفصول الدراسية بشكل منتظم قاوموا الشرطة وأخرجوا بالقوة من قبل الجيش الوطني أداى ذلك إلى عدم ارتياح للجمهور في جميع أنحاء البلاد مما أجبر الرئيس يتفقون على تعيين وزير العدل والتعليم العام خويس س. ساليناس كمدخل جديد في الجامعة تم حجب قرار إصلاح الجامعة في الثاني عشر من أكتوبر عام 1918.

العواقب: تم اعتماد العديد من المنظمات الطلابيه على الفور اهداف اصلاح قرطبة عام 1918، واحدة تلو الأخرى، من الأرجنتين إلى المكسيك، شهدت جامعات أمريكا اللاتينية انتفاضات غير مسبوقة. في نفس العام تم تنفيذ قوانين الإصلاح لتصبح قانونًا في قرطبة، وتم تمديدها لتشمل جامعة بوينس آيرس وفيما بعد إلى جامعات أرجنتينية أخرى . تم تضمين مبادئها في بيان عام 1920 لاتحاد الجامعات الأرجنتيني، واعتمد فيما بعد من قبل مؤتمر الطلاب الدوليين حول إصلاح الجامعات الذي تم في مكسيكو سيتي في عام 1921، بمشاركة مندوبين من أمريكا اللاتينية والولايات المتحدة وأوروبا وآسيا. في عام 1924، عندما أسس هيا دي لا توري زعيم الإصلاح الجامعي في بيرو، التحالف الشعبي الأمريكي في الثورة، تطورت متطلبات الطلاب الأصلية في الحركة سياسية والاجتماعية والاقتصادية متفاعلة وطموحة. كان لإصلاح قرطبة تأثير عظيم في معظم جامعات أمريكا اللاتينية، بل ومن شأنه ألهام قادة الحركة الطلابية في الستينيات في البلدان الصناعية.
1. 1 2  Carmen Bernand, « D’une rive à l’autre », Nuevo Mundo Mundos Nuevos, Materiales de seminarios, 2008 (Latin-Americanist Review published by the مدرسة الدراسات العليا في العلوم الاجتماعية), Put on line on 15 June 2008. URL : http://nuevomundo.revues.org//index35983.html Accessed on 28 July 2008. باللغة الفرنسية "نسخة مؤرشفة". مؤرشف من الأصل في 2010-02-18. اطلع عليه بتاريخ 2022-07-10.{{استشهاد ويب}}:  صيانة الاستشهاد: BOT: original URL status unknown (link)
2. ↑  Arocena, Rodrigo; Sutz, Judith (Nov 2005). "Latin American Universities: From an Original Revolution to an Uncertain Transition". Higher Education (بالإنجليزية). 50 (4): 573–592. DOI:10.1007/s10734-004-6367-8. ISSN:0018-1560. Archived from the original on 2022-01-20.